# Eysines
Eysines là một xã trong tỉnh Gironde, thuộc vùng Nouvelle-Aquitaine của nước Pháp, có dân số là 18.407 người (thời điểm 1999). Eysines nằm về phía tây-bắc của Bordeaux.